# Sinotolorikit
Sinotolorikit (Vini sinotoi) är en förhistorisk utdöd fågel i familjen östpapegojor inom ordningen papegojfåglar. Fågeln är endast känd från fossila lämningar funna i Marquesasöarna. Arten dog ut mellan 700 och 1300 år sedan. Dess svenska och vetenskapliga namn hedrar antropologen Yosihiko H. Sinoto som hittade det som blev typexemplaret 1965.